# Le Cœur à vif
Pour plus de détails, voir Fiche technique et Distribution.
Le Cœur à vif (When a Man Falls in the Forest) est un film américano-germano-canadien réalisé par Ryan Eslinger, sorti en 2007.

## Synopsis
Bill est un gardien de nuit solitaire. Il fait le ménage dans un immeuble de bureaux en écoutant de l'opéra sur son walk-man. Gary est un homme marié qui a pris l'habitude de dormir dans un des box de son lieu de travail afin d'éviter de rentrer chez lui. Son mariage avec sa femme Karen étant devenu chaotique. Celle-ci se laisse aller à ses penchants cleptomanes. Un soir, au détour d'un couloir Gary reconnaît Bill qui fut dans le passé son souffre-douleur au lycée. Il propose à son ancien camarade d'aller boire un verre avec un autre copain d'école, Travis. Les trois hommes se retrouvent et parlent de ce qu'il est advenu de leur vie. 

## Fiche technique
- Titre : Le Cœur à vif
- Titre original : When a Man Falls in the Forest
- Réalisateur : Ryan Eslinger
- Scénariste : Ryan Eslinger
- Musique : John Sereda et Paul Michael Thomas
- Photographie : Lawrence Sher
- Montage : Jamie Alain et Ryan Eslinger
- Production : Mary Aloe, Christian Arnold-Beutel et Kirk Shaw
- Société de production : Rigel Entertainment, Proud Mary Entertainment, Insight Film Studios, Forest Productions, Torati KG, Redwood Palms Pictures, Aloe Entertainment et Screen Magic Entertainment
- Société de distribution : Rigel Entertainment
- Pays :  Allemagne,  Canada et  États-Unis
- Genre : Drame et thriller
- Durée : 86 minutes
- Date de tournage : 20 février 2006 - 18 mars 2006
- Année de production : 2006
- Date de sortie : 1er août 2007 (États-Unis)

## Distribution
- Timothy Hutton : Gary
- Dylan Baker : Bill
- Sharon Stone : Karen
- Pruitt Taylor Vince : Travis
- Nicholas Elia : Erik